# Lollo Meier
| Lollo Meier                               | Lollo Meier                               |
| Kattints az alábbi külső linkek egyikére! | Kattints az alábbi külső linkek egyikére! |
| ----------------------------------------- | ----------------------------------------- |
| Nem található szabad kép.(?)              |                                           |
| külső link · jogvédett                    | Lollo Meier                               |

Lollo Meier (Limburg, 1962. február 23. –), holland dzsesszgitáros.

## Pályafutása
A gitáros, zeneszerző, zenekarvezető és hangszerelő Lollo Meier cigányszvingen nőtt fel. Elit cigánymuzsikusok családjából származik, Fapy Lafertin és Stochelo Rosenberg az unokatestvérei.
Lollo Meier törekvése Django Reinhardt zenéjét olyan stílusban és olyan technikával folytatni, amely hagyományos, dallamos, lírai, érzékeny és örömteli.
Lollo Meier kvartettje világszerte keresett, mind privát rendezvényeken, mind jelentős neves dzsesszfesztiválokon.
Ideje nagy részét mesterkurzusokon és Django Reinhardt örökségének továbbadásával tölti. A 2005-ös Nashville-i Nemzetközi Dalíró Versenyre 15 000 benevezett szerzemény között Lollo Meier a Le QuecumBar Melody című számával döntős lett.

## Albumok
- 2006: Hondarribia
- 2007: Rosas
- é.n.: Le Quecumbar International Gypsy Swing Guitar
- é.n.: Plachterida
- é.n.: Fleur Manouche